# Dobbertiniopteryx capniomimus
Dobbertiniopteryx capniomimus  (лат.) — ископаемый вид веснянок рода Dobbertiniopteryx из семейства Capniidae. Европа (Германия, Dobbertin, Mecklenburg), юрские отложения (тоарский ярус, около 180 млн лет).

## Описание
Мелкие веснянки, длина тела 5—6 мм, длина переднего крыла 5,2 мм.
Вид Dobbertiniopteryx capniomimus был впервые описан в 1993 году палеоэнтомологом Jorg Ansorge (Росток) в качестве типового вида нового рода Dobbertiniopteryx и первого юрского представителя всего отряда веснянки из Европы. Виды Dobbertiniopteryx capniomimus и Dobbertiniopteryx juracapnia Liu et al. 2009 (Китай) образуют ископаемый род Dobbertiniopteryx Ansorge, 1993. Родовое название Dobbertiniopteryx дано по имени места обнаружения (Dobbertin) и греческого слова pteryx (крыло).